# Midollare
Midollare è la sostanza che costituisce la parte più interna degli organi, come ad esempio il surrene o il rene.

## Rene
Nel rene esistono raggi midollari che entrano all'interno dell'area corticale, interrompendone la sua continuità. Strutturalmente i raggi midollari che si allungano verso la corticale si raccolgono dal capo opposto, attraverso le papille, nei calici minori e poi nel sistema escretore renale.

## Surrene
Nel surrene si parla invece di vera e propria sostanza midollare. Nella sua componente microscopica è composta da cellule voluminose a forma ovulare o cilindrica, disposte in cordoni attorno ai vasi sanguigni. Il tessuto midollare produce l'epinefrina (o adrenalina) e la nor-adrenalina.